# Seemann (Familienname)
Seemann ist ein deutscher Familienname.

## Namensträger
- Annemarie Seemann (Annemarie Fritzsche; * 1942), deutsche Badmintonspielerin
- Annette Seemann (* 1959), deutsche Autorin und Übersetzerin
- Arthur Seemann (Artur Seemann, 1861–1925), deutscher Verleger und Vereinsfunktionär
- August Seemann (1872–1916), deutscher Schriftsteller
- Berthold Seemann (1825–1871), deutscher Reisender und Naturforscher
- Birgit Seemann (* 1961), deutsche Sozial- und Politikwissenschaftlerin
- Carl Seemann (1910–1983), deutscher Pianist
- Christian Seemann-Kahne (1872–1943), deutscher Fechter
- Dirc Seemann (* 1965), deutscher Fußballkommentator
- Eduard Seemann (1887–1945), deutscher Philologe und Politiker
- Emil Seemann (1900–1936), deutscher Widerstandskämpfer
- Erich Seemann (1888–1966), deutscher Germanist und Volksliedforscher
- Ernst Arthur Seemann (1829–1904), deutscher Verleger
- Finn Seemann (1944–1985), norwegischer Fußballspieler
- Franz Seemann (1887–1963), deutscher Filmarchitekt
- Franz Wilhelm Seemann (1719–1775), deutscher Pastor
- Friedrich Seemann (Politiker) (1875–1960), deutscher Politiker (SPD)
- Friedrich Seemann (Jurist) (1906–1947), deutscher Jurist und Politiker (NSDAP)
- Fritz Seemann (Komponist) (Bedřich Seemann; 1900–1942), tschechoslowakischer Komponist und Journalist
- Fritz Schultze-Seemann (1916–1987), deutscher Urologe und Archivar
- Gerolf Seemann (* 1940), deutscher Badmintonspieler
- Gottfried Seemann (* 1940), deutscher Badmintonspieler
- Gottfried Wilhelm Seemann (1793–1859), deutscher Musiker
- Gotthold Samuel Abraham Seemann (1772–1835), deutscher Pädagoge und Verwaltungsbeamter
- Hanne Seemann (* 1942), deutsche Psychologin und Autorin
- Heinrich Seemann (Domherr) († um 1259), deutscher Priester und Klosterstifter
- Heinrich Seemann (Diplomat) (* 1935), deutscher Diplomat
- Helge Wilhelm Seemann (* 1937), deutscher Germanist
- Hellmut Seemann (* 1953), deutscher Kulturmanager
- Helmut Seemann (1923–2014), deutsch-kanadischer Musiker und Komponist
- Henry Seemann (1875–1948), dänischer Schauspieler
- Hildegard Seemann-Wechler (1903–1940), deutsche Malerin
- Horst Seemann (1937–2000), deutscher Filmregisseur und Drehbuchautor
- Hugo Seemann (Ökonom) (1856–1932), deutscher Gutspächter, Ökonom und Sozialreformer
- Hugo Seemann (Mediziner) (Hugo Eugen Carl Rudolf Seemann; 1884–1974), deutscher Physiker und Röntgenologe
- Hugo Josef Seemann (auch Hugo Joseph Seemann; 1899–1977?), deutscher Metallphysiker
- Ilse Seemann (1934–2021), deutsche Schauspielerin und Autorin
- Johannes Seemann (1812–1893), deutscher Pädagoge und Gymnasialdirektor
- Josef Seemann (1928–2018), deutscher Fußballspieler
- Karl Seemann (Heimatforscher) (1863–1934), deutscher Pädagoge und Heimatforscher
- Karl Seemann (Politiker) (1886–1943), deutscher Politiker (NSDAP)
- Karl-Henning Seemann (1934–2023), deutscher Bildhauer und Zeichner
- Klaus-Dieter Seemann (1923–2000), deutscher Slawist und Hochschullehrer
- Lindsay Seemann (* 1992), kanadische Schwimmerin
- Marc Seemann (* 1973), deutscher Fußballschiedsrichter
- Margarete Seemann (1893–1949), österreichische Schriftstellerin
- Margret Seemann (* 1961), deutsche Politikerin (SPD)
- Max Seemann (1838–1907), deutscher Maler
- Michael Seemann (* 1977), deutscher Kulturwissenschaftler und Journalist
- Otmar Seemann (* 1946), österreichischer Bibliograph
- Reinhold Seemann (1888–1975), deutscher Geologe
- Robert Seemann (1945–2010), österreichischer Mineraloge und Höhlenforscher
- Sebastian Seemann († 1551), deutscher Geistlicher, Abt von St. Urban
- Stefan Seemann (* 1989), deutscher Tischtennisspieler
- Stefanie Seemann (* 1959), deutsche Politikerin (Bündnis 90/Die Grünen)
- Ulrich Seemann (1921–2009), deutscher Sozialwissenschaftler und Hochschullehrer
- Uwe Seemann (1941–2021), deutscher Boxer
- Wenzel Seemann von Treuenwart (1794–1885), österreichischer Jurist und Auditor
- Wilhelm Seemann († 1868), deutscher Botaniker und Redakteur
- Wilhelm Seemann von Mangern (1552–1621), habsburgischer Hofbeamter
- Wolfgang Schultze-Seemann (* um 1957), deutscher Urologe, Onkologe und Hochschullehrer